# Crypto.com
Crypto.com — компанія з обміну криптовалют, яка базується в Сінгапурі. Станом на травень 2022 року компанія, як повідомляється, мала 50 мільйонів клієнтів та 4000 співробітників. Сервіс випускає власний обмінний токен під назвою Cronos (CRO).

## Історія
Компанію спочатку заснували в Гонконзі Боббі Бао, Гері Ор, Кріс Марсалек і Рафаель Мело в 2016 році під назвою «Монако». У 2018 році компанія була перейменована на Crypto.com після покупки домену, що належить досліднику криптографії та професору Метту Блейзу. Продавці домену оцінили домен у 5–10 мільйонів доларів США.
Crypto.com управляється сінгапурською компанією Foris DAX Asia, яка є дочірньою компанією Foris DAX MT (Malta) Limited.
Компанія, яка мала 10 мільйонів користувачів у лютому 2021 року, повідомила про понад 50 мільйонів активних користувачів станом на травень 2022 року.
У січні 2022 року Crypto.com став жертвою зламу на загальну суму 15 мільйонів доларів США вкраденого Ether. Після того, як деякі користувачі повідомили про підозрілу активність на їхніх акаунтах, компанія призупинила виведення коштів. Пізніше послуги зняття коштів було відновлено разом із заявою компанії про те, що кошти клієнтів не були втрачені.
18 серпня 2022 року було повідомлено, що Crypto.com приховано звільнив сотні співробітників, крім початкового 5 % звільнення в червні, через спад на ринку криптовалют.
Станом на 10 жовтня 2022 року повідомлялося, що з травня Crypto.com звільнив понад 2 000 співробітників (як повідомляється, від 30 % до 40 % персоналу) через спад на ринку криптовалют.
У листопаді 2022 року токен Cronos втратив у вартості приблизно 1 мільярд доларів. Зниження частково було спричинене занепокоєнням після краху FTX, керівники якої, як виявилося, використовували свій рідний токен FTT для підтримки балансу дочірньої компанії та ймовірно брали участь у інших шахрайських діях. 14 листопада генеральний директор фірми Маршалек запевнив користувачів, що компанія працює в штатному режимі.

## Продукти
Crypto.com включає сервіс обміну, гаманець і ринок NFT.
У травні 2022 року вони співпрацювали з Shopify, щоб дозволити компаніям, які використовують платформу електронної комерції, приймати платежі в криптовалюті.

## Рекламні заходи
У жовтні 2021 року Crypto.com підписала контракт з актором Меттом Деймоном на посаду амбасадора бренду компанії.
У вересні 2021 року компанія стала офіційною криптовалютною платформою футбольного клубу Парі Сен-Жермен. Партнерство включало випуск ексклюзивних невзаємозамінних токенів на платформі NFT Crypto.com.
У вересні 2021 року «Філадельфія 76ерс» оголосила Crypto.com своїм офіційним партнером із нашивками на формах.
У листопаді 2021 року компанія придбала права на назву Staples Center у Лос-Анджелесі, перейменувавши його на Crypto.com Arena у рамках 20-річної угоди, яка, як повідомляється, оцінюється в 700 мільйонів доларів США.
На початку 2022 року компанія оголосила про партнерство з LeBron James Family Foundation для надання освітніх ресурсів, присвячених темам, пов'язаним з блокчейном, для студентів I Promise School в Акроні, штат Огайо. Також було підписано угоду про спонсорство чемпіонату світу з футболу 2022 року.

## Діяльність

### Азія
Грошово-фінансове управління Сінгапуру оголосило, що воно дало принциповий дозвіл компанії на отримання ліцензії великої платіжної установи, що дозволяє їй надавати послуги цифрових платіжних маркерів у країні. У серпні 2022 року Crypto.com придбав два південнокорейські стартапи — постачальника платіжних послуг PnLink Co., Ltd і постачальника послуг віртуальних активів OK-BIT Co., Ltd. Завядки цим придбанням компанія отримала реєстраційні ліцензії на надання фінансових послуг відповідно до закону Південної Кореї про електронні фінансові операції та як постачальник послуг віртуальних активів.

### Європа
У серпні 2022 року компанія отримала схвалення Управління з питань фінансової поведінки Сполученого Королівства на реєстрацію як постачальника послуг криптоактивів. У липні 2022 року Комісія з цінних паперів і бірж Кіпру (CySEC) надала дозвіл на роботу на Кіпрі, при цьому на сайті CySEC немає згадки про Crypto.com, тому невідомо, які саме операції дозволені на У вересні 2022 року Crypto.com отримав схвалення французької влади, а через місяць оголосив про плани створити європейську штаб-квартиру в Парижі та інвестувати у французький підрозділ 150 мільйонів євро.

### Північна Америка
Crypto.com планувала закрити багато своїх служб у США до 21 червня, заявивши, що нові правила комісії з цінних паперів і бірж значно ускладнюють роботу криптовалютних служб. Однак це не вплине на їхню угоду щодо прав на ім'я їхньої арени в Лос-Анджелесі.